# Rhinella ornata
Rhinella ornata é uma espécie de anfíbio da família Bufonidae. Endêmica do Brasil, a espécie pode ser encontrada nos estados do Espírito Santo, Rio de Janeiro, São Paulo e Paraná. Sua ocorrência na Argentina, nas províncias de Misiones e Corrientes, é incerta.